# Welcome to Wherever You Are
Welcome To Wherever You Are (Bienvenido a donde sea que te encuentres) es el octavo álbum de la banda australiana INXS. Fue lanzado al mercado el 3 de agosto de 1992 a través del sello Atlantic Records. El disco marca un giro en el estilo musical de INXS; un disco variado que incorpora sonidos grunge, alternativos, orquestas y algo de sitar. Recibió buenas críticas (se lo comparó con Achtung Baby de U2) pero lamentablemente no pudo mantener el mismo éxito de sus predecesores Kick y X.
Las ventas del álbum ascienden alrededor de los 5 millones de copias en todo el mundo. 
En 2002 se lanzó una versión remasterizada del disco con cinco canciones inéditas.

## Grabación
En noviembre de 1991, INXS comenzaron a grabar en los Rhinoceros Studios de Sídney, Australia el que sería su octavo álbum de estudio. Sin restricciones de tiempo y con dinero suficiente para hacer nuevas grabaciones de estudio, los miembros de la banda continuaron escribiendo material nuevo y experimentando con nuevos sonidos. Habiendo trabajado previamente con el productor Chris Thomas en Listen Like Thieves, Kick y X, la banda eligió trabajar con un productor australiano, Mark Opitz, quien ya trabajó con la banda en su tercer álbum de estudio, Shabooh Shoobah, diez años atrás. Para este álbum, INXS se centró en cambiar su dirección musical mediante la incorporación de un sonido mucho más "rawer". Para lograr esto, se usaron diversas técnicas durante la producción, como quitar el sonido pulido que estaba presente en sus álbumes anteriores con Thomas, así como una fuerte distorsión en las guitarras. 
El álbum contó con la colaboración de la Australian Concert Orchestra en las canciones "Baby Don't Cry" y "Men and Women". La banda grabó ambos temas en directo en el estudio junto a una orquesta compuesta por 60 músicos dirigidos por Colin Piper. Para el tema de apertura del álbum, "Questions", el guitarrista y saxofonista Kirk Pengilly usó una Trompa para recrear un sonido oriental. La cantante australiana Deni Hines, esposa de Pengilly, hizo coros para los temas "Not Enough Time" y "Strange Desire". Tim Farriss estuvo ausente durante la mayor parte de la producción del álbum debido a una enfermedad. El batería Jon Farriss estaba a punto de contraer matrimonio con su novia, la cantante Leslie Bega, a quien había conocido un año antes en Los Ángeles y el bajista Garry Gary Beers y su mujer, Jodie, esperaban el nacimiento de su segundo hijo. 
Durante la grabación del álbum, la banda participó en el concierto benéfico "Concert for Life", celebrado en Sídney el 28 de marzo de 1992 con la asistencia de más de 62 000 personas. En el concierto tomaron parte, además de INXS, otros artistas australianos como Crowded House y Jimmy Barnes. Para la ocasión, INXS contó con la colaboración de la orquesta que habían utilizado en la grabación del álbum, interpretándo en directo el estreno de "Baby Don't Cry", así como el viejo éxito "Never Tear Us Apart".

## Recepción
Welcome to Wherever You Are se colocó en el número uno del UK Albums Chart en el momento de su lanzamiento, siendo el primer álbum de una banda australiana en conseguirlo desde el Back in Black de AC/DC en 1980. Fue certificado disco de oro por la BPI en el Reino Unido en menos de dos semanas, con ventas superiores a las 100.000 copias. En el resto de Europa fue bien recibido, alcanzando el número uno en ventas en Suecia y el top 10 en Suiza, Noruega y Alemania.
En Australia el álbum entró directamente al número 2 de la lista Australian Albums Chart en agosto de 1992, manteniendo la posición durante dos semanas y permaneciendo en las listas durante 3 meses. En Estados Unidos, Welcome to Wherever You Are alcanzó el número 16 del Billboard Top 200 y fue certificado disco de oro por la RIAA en octubre de 1992 por ventas superiores a las 500 000 copias. Cinco años más tarde, el 16 de diciembre de 1997, fue certificado platino al superar el millón de copias vendidas en los Estados Unidos.

## Listado de canciones
El álbum está disponible en tres formatos, el estándar en disco de vinilo, en casete de cinta magnética de audio y por último en formato digital de disco compacto.
Edición original en CD
| Welcome to Wherever You Are |                   |                                    |          |  |
| N.º                         | Título            | Escritor(es)                       | Duración |  |
| 1.                          | «Questions»       | Andrew Farriss                     | 2:19     |  |
| 2.                          | «Heaven Sent»     | Andrew Farriss                     | 3:18     |  |
| 3.                          | «Communication»   | Andrew Farriss y Michael Hutchence | 5:29     |  |
| 4.                          | «Taste It»        | Andrew Farriss y Michael Hutchence | 3:27     |  |
| 5.                          | «Not Enough Time» | Andrew Farriss y Michael Hutchence | 4:26     |  |
| 6.                          | «All Around»      | Andrew Farriss y Michael Hutchence | 3:30     |  |
| 7.                          | «Baby Don't Cry»  | Andrew Farriss                     | 4:57     |  |
| 8.                          | «Beautiful Girl»  | Andrew Farriss                     | 3:33     |  |
| 9.                          | «Wishing Well»    | Andrew Farriss y Michael Hutchence | 3:40     |  |
| 10.                         | «Back On Line»    | Jon Farriss y Michael Hutchence    | 3:24     |  |
| 11.                         | «Strange Desire»  | Andrew Farriss y Michael Hutchence | 4:39     |  |
| 12.                         | «Men and Women»   | Michael Hutchence                  | 4:38     |  |

### Reedición de 2002
La reedición de 2002 contiene cinco temas adicionales.

| temas adicionales |                                    |                                    |          |  |
| N.º               | Título                             | Escritor(es)                       | Duración |  |
| 1.                | «The Answer»                       | Andrew Farriss y Michael Hutchence | 4:53     |  |
| 2.                | «Wishing Well (Alternate version)» | Andrew Farriss y Michael Hutchence | 3:30     |  |
| 3.                | «All Around (Alternate version)»   | Andrew Farriss y Michael Hutchence | 3:25     |  |
| 4.                | «The Indian Song»                  | Andrew Farriss y Michael Hutchence | 4:50     |  |
| 5.                | «Heaven Sent (Waltz version)»      | Andrew Farriss y Michael Hutchence | 3:01     |  |

## Relación de ediciones
Álbum Welcome to Wherever You Are
| Formato | Región         | Sello                 | Nº de catálogo | Fecha                              |
| LP      | Europa         | Mercury Records       | 512-507-1      | 1992                               |
| LP      | Europa         | Universal Music Group | 0602537779031  | 2014 (reedición remasterizada)     |
| MC      | Australia      | East West Records     | 4509904934     | 1992                               |
| MC      | Canadá         | Atlantic Records      | A4 823944      | 1992                               |
| MC      | Estados Unidos | Atlantic Records      | 7-82394-4      | 1992                               |
| MC      | Europa         | Mercury Records       | 512 507-4      | 1992                               |
| CD      | Australia      | East West Records     | 450990493-2    | 1992                               |
| CD      | Japón          | WEA, East West        | WMC5-510       | 1992                               |
| CD      | Estados Unidos | Atlantic Records      | 7 82394-2      | 1992                               |
| CD      | Canadá         | Atlantic Records      | A2 82394       | 1992                               |
| CD      | Europa         | Mercury Records       | 512-507-2      | 1992                               |
| CD      | Estados Unidos | Rhino Records         | R2 78206       | 2002 (reedición especial 16 temas) |
| CD      | Canadá         | Rhino Records         | R2 78206       | 2005 (reedición especial 16 temas) |
| CD      | Australia      | Universal Records     | 2770640        | 2011 (reedición remasterizada)     |
| CD      | Europa         | Universal Records     | 0602527706403  | 2011 (reedición remasterizada)     |

## Sencillos
- "Heaven Sent" (18 de julio de 1992)
- "Baby Don't Cry" (18 de septiembre de 1992 en Europa y Australia)
- "Not Enough Time" (18 de septiembre de 1992 en Japón y Estados Unidos)
- "Taste It" (14 de noviembre de 1992)
- "Beautiful Girl" (13 de febrero de 1993)

## Gira
INXS tuvo una actividad en directo inagotable desde su fundación hasta la finalización de la gira del álbum Kick en noviembre de 1988. El X-Factor Tour fue su siguiente gira, en la que arrasaron durante 1990 y 1991 en los principales recintos y estadios del mundo. El agotamiento era tan evidente que para el álbum Welcome to Wherever You Are no se planteó hacer gira, la idea original era encadenar este álbum con el siguiente y hacer gira de los dos. 
La ausencia de gira y de promoción comercial supuso una caída en ventas en los Estados Unidos, el auge iniciado en 1985 se desvaneció. Sin embargo en Europa el álbum tuvo mucho éxito y los seguidores de la banda querían verlos en directo.
Finalmente INXS realizó la gira llamada Get Out of the House Tour, comenzando el 10 de abril de 1993 en Australia. La idea fue que los conciertos fueran más íntimos y evitar los grandes recintos. Quince conciertos en su país natal antes de viajar a Norteamérica, donde apenas hicieron once conciertos.
La tercera y última manga fue en Europa, lugar en el que estuvieron más tiempo. En mayo empezaron la manga en Ámsterdam y a mediados de junio actuaron por segunda y última vez en España, repitiendo conciertos en Madrid y Barcelona. 
Una larga serie de conciertos en Reino Unido llevarían al punto final de la gira que fue el 31 de julio de 1993 en la ciudad irlandesa de Thurles.